# International GT Open
International GT Open es un campeonato de gran turismos que se disputa en Europa desde el año 2006, organizado por la organización española de GT Sport. Surgió como una ampliación del Campeonato de España de GT, con quien ha compartido algunas fechas. El Campeonato de España de Fórmula 3, actual Eurofórmula Open, que es organizado por la misma empresa, ha servido en varias ocasiones como telonero y apoyo del GT Open.

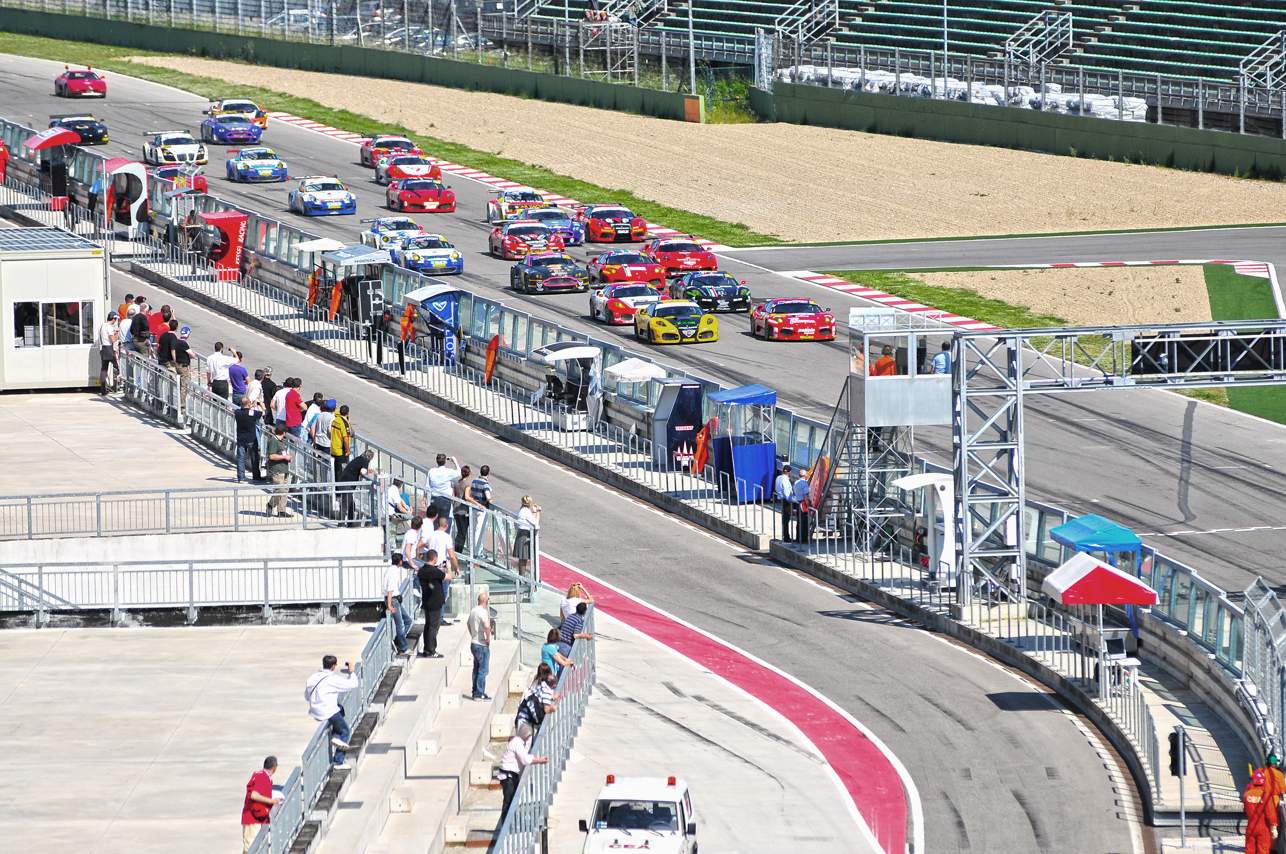
GT Open en el Autodromo Enzo e Dino Ferrari, en 2010.

## Historia
El campeonato se ha disputado en algunos de los circuitos de más renombre del mundo, como el Circuito de Estoril (Portugal), el Circuito de Spa-Francorchamps (Bélgica), el Circuito Paul Ricard (Francia), el Circuito de Monza (Italia), el Circuito de Silverstone (Reino Unido), el Red Bull Ring (Austria) o el Circuito de Barcelona-Cataluña y en él han participado algunas de las escuderías más afamadas del mundo del motor, como McLaren, Lamborghini, Maserati, Lexus, Audi, BMW, Chevrolet, Mercedes-AMG, Ferrari, Aston Martin o Porsche.
Originalmente convivían tres clases de automóviles en el Open GT: GTA (similares a los GT2), GTB (para modelos de las monomarcas tales como el Ferrari F430 Challenge y el Porsche 911 GT3 Cup), y GTS (similar a los GT3 de la FIA). Los GTB dejaron de participar en 2008 y los GTA se renombraron a Super GT en 2009. El formato de disputa de cada fecha del Open GT fue de dos carreras de 200 km en 2006, una carrera de 200 km y otra de 150 km en 2007, una carrera de 65 minutos y otra de 45 minutos en 2008, y una carrera de 70 minutos y otra de 60 minutos en 2009. Salvo en la temporada inaugural, la carrera larga se llamaba "Pro-Am" y la corta "Open".
En sus mejores años las inscripciones alcanzaron el número máximo de vehículos registrados homologado por la Federación Internacional del Automóvil, obligando a GT Sport a descartar numerosas peticiones de inscripción de equipos. Con varias docenas de pilotos provenientes de todo el mundo, decenas de personas que conforman la organización, y junto con una audiencia televisiva que alcanza en la actualidad a más de 120 países en los cinco continentes, el International GT Open se ha convertido en una de las grandes competiciones automovilísticas a nivel mundial. En España, puede seguirse en televisión por Antena 3, Eurosport y Canal +
En sus rondas casi siempre va acompañado por las carreras del Eurofórmula Open y desde 2019 va acompañado de la GT Cup Open Europe, que aunque surgió como un campeonato de GTs paralelo, el bajo número de inscritos de ambas categorías obligó a fusionar sus parrillas a partir de 2020.

## Campeones
| Temporada | Absoluto/s                           | GTA                                                        | GTS                                  |                                           | Escudería campeona |
| --------- | ------------------------------------ | ---------------------------------------------------------- | ------------------------------------ | ----------------------------------------- | ------------------ |
| 2006      | Michele Bartyan                      | Michele Bartyan (GTB: Fabrizio Gini)                       | Stefano Zonca Andrea Belicchi        |                                           |                    |
| 2007      | Richard Lietz Joël Camathias         | Andrea Montermini Michele Maceratesi (GTB: Gianni Giudici) | Riccardo Romagnoli                   | Scuderia Playteam                         |                    |
| 2008      | Andrea Montermini Michele Maceratesi | Andrea Montermini Michele Maceratesi                       | Marco Cioci Andrea Pellizzato        | Scuderia Playteam                         |                    |
| Temporada | Absoluto/s                           | Super GT                                                   | GTS                                  | Escuderías campeonas                      |                    |
| 2009      | Marcel Fässler Joël Camathias        | Marcel Fässler Joël Camathias                              | Philipp Peter Michal Broniszewski    | SGT: Autorlando Sport GTS: Villois Racing |                    |
| 2010      | Álvaro Barba Pierre Kaffer           | Álvaro Barba Pierre Kaffer                                 | Marco Frezza                         | SGT: AF Corse GTS: Kessel Racing          |                    |
| 2011      | Soheil Ayari                         | Soheil Ayari                                               | Lorenzo Bontempelli Stefano Gattuso  | SGT: JMB Racing GTS: Kessel Racing        |                    |
| 2012      | Gianmaria Bruni Federico Leo         | Gianmaria Bruni Federico Leo                               | Daniel Zampieri Michael Dalle Stelle | SGT: AF Corse GTS: Kessel Racing          |                    |
| 2013      | Andrea Montermini                    | Andrea Montermini                                          | Giorgio Pantano                      | SGT: V8 Racing GTS: BhaiTech Racing       |                    |
| 2014      | Roman Mavlanov Daniel Zampieri       | Roman Mavlanov Daniel Zampieri                             | Giorgio Roda                         | SGT: V8 Racing GTS: AF Corse              |                    |
| Temporada | Absoluto/s                           | GT3 PROAM                                                  | GT3 AM                               | Escudería campeona                        |                    |
| 2015      | Álvaro Parente Miguel Ramos          | Álvaro Parente Miguel Ramos                                | Claudio Sdanewitsch                  | AF Corse                                  |                    |
| 2016      | Thomas Biagi Fabrizio Crestani       | Thomas Biagi Fabrizio Crestani                             | António Coimbra Luís Silva           | BMW Team Teo Martín                       |                    |
| 2017      | Giovanni Venturini                   | Shaun Balfe Rob Bell                                       | António Coimbra Luís Silva           | Imperiale Racing                          |                    |
| 2018      | Mikkel Mac                           | Tom Onslow-Cole Valentin Pierburg                          | Giulio Borlenghi Andrzej Lewandowski | Imperiale Racing                          |                    |
| 2019      | Albert Costa Giacomo Altoè           | Frederik Schandorff                                        | Giuseppe Cipriani                    | Emil Frey Racing                          |                    |
| 2020      | Henrique Chaves Miguel Ramos         | Marcelo Hahn                                               | Jens Liebhauser Florian Sholze       | BMW Team Teo Martín                       |                    |
| 2021      | Frederik Schandorff Michele Beretta  | Brendan Iribe Ollie Millroy                                | Giuseppe Cipriani                    | Vincenzo Sospiri Racing                   |                    |
| 2022      | Benjamín Hites Leonardo Pulcini      | Karol Basz Marcin Jedlinski                                | Alexander Hrachowina Martin Konrad   | Oregon Team                               |                    |
| 2023      | Christopher Haase Simon Reicher      | Eddie Cheever III Marco Pulcini                            | Heiko Neumann Timo Rumpfkei          | Eastalent-Racing                          |                    |
| 2024      | Christopher Haase Simon Reicher      | Marco Pulcini                                              | Giuseppe Cipriani                    | Oregon Team                               |                    |

### GT Cup Open
| Temporada | Absoluto                       | GT3 PROAM                      | GT3 AM                                |                         | Escudería campeona |
| --------- | ------------------------------ | ------------------------------ | ------------------------------------- | ----------------------- | ------------------ |
| 2019      | Hans-Peter Koller              | Hans-Peter Koller              | Niki Leutweiler                       | Vincenzo Sospiri Racing |                    |
| 2020      | Aldo Festante                  | Aldo Festante                  | Manel Cerqueda Jr. Daniel Díaz-Varela | Baporo Motorsport       |                    |
| 2021      | Maciej Blazek Mateusz Lisowski | Maciej Blazek Mateusz Lisowski | Fernando Fortes                       | Q1 by EMG Motorsport    |                    |
| 2022      | Jan Lauryssen                  | Jan Lauryssen                  | John de Wilde                         | Q1-trackracing          |                    |
| 2023      | Iván Velasco Jorge Cabezas     |                                | Laurent Vandervelde Xander Przybylak  | Q1-trackracing          |                    |
| 2024      | Iván Velasco Luca Ludwig       | Dieter Svepes Leandro Martins  | Q1-trackracing                        |                         |                    |